# Émile-Joseph-Maurice Chevé
Émile-Joseph-Maurice Chevé (Douarnenez, 31 de maio de 1804 - 21 de agosto de 1864) foi um teórico musical e professor de música francês, notório por conta do Sistema Galin-Paris-Chevé de notação musical.
Ele é pai de Émile-Frédéric-Maurice Chevé (1829-1897), um poeta.

## Biografia
Em 1821, logo aos 16 anos, entrou para o serviço da infantaria naval e tornou-se aprendiz de cirurgião naval. Em 1830 foi enviado para o Senegal, então colonizado pelos franceses, onde se destacou na luta contra a epidemia de febre amarela (em 1836 publicou um relatório sobre esta obra, "Relation des épidémies de fièvre jaune qui ont régné à Gorée et à Saint-Louis (Sénégal) pingente l'hiver de 1830"). No mesmo ano foi desmobilizado e mudou-se para Paris.
Por algum tempo ele trabalhou como oficial no ministério naval e, em 1835, ingressou na universidade para estudar medicina e matemática. Na mesma época, começou a ter aulas de notação musical com Aimé Paris, que propagou um sistema de notação musical desenvolvido por Pierre Galin. Ele ficou muito atraído pelo método e, quando acabou se casando com a irmã de Aimé, Nanine, o promoveu e desenvolveu junto com Aimé.
A partir de 1838 decidiu dedicar-se exclusivamente à música. Desde então, deu em Paris mais de 150 cursos do método, que ficou conhecido como método Galin-Paris-Chevé. Em 1845, ele defendeu sua dissertação (em francês: Appel au bon sens des toutes les Nations qui désirent voir se généraliser chez elles d'enseignement musical).
Ele é, junto com sua esposa, co-autor de uma série de livros didáticos que foram usados em escolas como a École Normale Supérieure, a École Polytechnique e o Lycée Louis-le-Grand.
Seu filho, Amand Chevé, levou adiante seu interesse pelo método Galin-Paris-Chevé. Sob John Curwen, o método passou a ser conhecido na língua inglesa e foi levado por Lowell Mason para os Estados Unidos. Cem anos depois, o educador musical húngaro Zoltán Kodály adaptou o sistema em seu Método Kodály.

## Publicações
- Méthode élémentaire de musique vocale, théorie et pratique, chiffrée et portée
- Méthode d'harmonie et de composition
- 800 duos gradués
- Méthode élémentaire de piano
- Appel au bon sens de toutes les nations qui désirent voir se généraliser chez elles l'enseignement musical
- Protestation adressée au comité central d'instruction primaire de la ville de Paris, contre un rapport de la Commission de chant
- La routine et le bon sens
- Coup de grâce à la routine musicale